# Kyjevská Rus
Kyjevská Rus (starorusky Рѹсь, Rusĭ, Рѹ́сьскаѧ землѧ, Rous'skaja zemlja, Ruská země, staroseversky Garðaríki, latinsky Rut(h)enia, řecky Ῥωσία, tj. Rósia) byla nejstarším  východoslovanským státem, který se v 9.–11. století konstituoval v multietnickém prostředí východní Evropy pod vedením kmene Kyjevských Slovanů (Polanů) a Vikingů. Ve 12. století se Kyjevská Rus rozpadla na jednotlivá knížectví.
Název Rus je odvozen od později asimilovaných vikinských Rusů (normanská teorie), tzv. Kyjevské Rusi vládla dynastie Rurikovců, zakladatelem knížectví byl dle nejstarší kroniky Povesť vremennych let kníže Oleg († 912, regent nezletilého Rurikova syna, knížete Igora). Svjatoslav (962–972) upevnil moc a zemi rozšířil, Vladimír Veliký (980–1015) Rus christianizoval. První psané právo na Rusi vzniklo pod názvem Ruská pravda, starší část sepsal veliký kníže Jaroslav Moudrý (1019–1054). V dalším období moc Kyjevské Rusi upadala a kolem roku 1240 se rozpadla vlivem mongolských vpádů. Jejími dědici bylo haličsko-volyňské království, Litevské velkovévodství a Moskevské knížectví, ve kterém vládli příslušníci Rurikovců..
Moderní národy Ukrajina, Bělorusko a Rusko se prohlašují za nástupce tohoto státu.

## Historie

### Počátky Kyjevské Rusi

#### Prameny
Největším problémem studia samotných počátků nejstaršího východoslovanského státu je nedostatek písemných pramenů. Dochované prameny domácí provenience pocházejí až z mnohem pozdějšího období. Nejstarší letopis, tzv. Povesť vremennych let, vznikl na počátku 12. století, proto jsou jeho informace o počátcích Kyjevské Rusi skoupé a obtížně interpretovatelné. Podobně je tomu s Novgorodským prvním letopisem, přestože tato písemná památka může obsahovat texty staršího původu.
Cenné, byť často jen úryvkovité informace k počátkům ruského státu se nacházejí v pramenech cizího původu. Mezi nejvýznamnější patří byzantské prameny, především práce císaře Konstantina VII. Porfyrogennéta K synu Rómanovi (známá pod názvem De administrando imperio), která obsahuje zprávy o sousedních zemích a národech a zachycuje aktuální etnicko-politickou situaci východního Slovanstva v polovině 10. století. Další důležitou skupinu představují prameny východní provenience, sepsané především v arabském jazyce, ale také v perském, syrském a výjimečně i hebrejštině. Jde nejen o práce historické, ale také o zeměpisná pojednání. Jedním z nejoriginálnějších arabských svědectvích o geografických a etnických poměrech východní Evropy v 10. století jsou Risála (Zápisky) arabského diplomata Ahmada Ibn Fadlána, který navštívil roku 922 Volžské Bulharsko.
Specifický charakter vykazuje středověká severská literatura, v níž se uchovaly archaické žánry raně germánské poezie, především nevídané množství ság. Mnohé z nich líčí osudy severských hrdinů v cizích zemích, mimo jiné na Rusi, a svědčí tak o intenzivních kontaktech Seveřanů s východní Evropou v raném středověku i o tom, že povědomí o nich se ve Skandinávii zachovalo ještě dlouhou dobu. Interpretace textu ság je velmi složitá.
Svědectví všech těchto pramenů se však váže až k 10. století. O tom, co se dělo ve východní Evropě v 9. století a dříve, víme jen málo. Nejstarší autentické zprávy se nacházejí v pramenech západoevropské provenience, především franské nebo německé. Například ve franských Bertinských análech bylo k roku 839 zaznamenáno, že na císařský dvůr Ludvíka I. Zbožného do Ingelheimu přijelo poselstvo byzantského císaře Theofila, ve kterém bylo "několik lidí, kteří tvrdili, že oni, to znamená jejich národ, se jmenuje Rhos; jejich král, který se nazývá kagan, je k němu [k Theofilovi] poslal, jak ujišťovali, kvůli přátelským vztahům." Tato nejstarší historická zpráva o Rusech, pocházející navíc z pera současníků, byla analyzována mnoha historiky, kteří z ní vyvodili často velmi rozporuplné závěry, především pokud šlo o tzv. normanisty a jejich odpůrce.
Nejasné výpovědi písemných pramenů byly konfrontovány s poznatky, získanými archeologickými výzkumy a etymologickým rozborem pojmu Rus. Intenzívní archeologický výzkum, prováděný v 60. letech 20. století, přinesl závažné poznatky o rozsáhlém osídlení severní části Východoevropské roviny nejen skandinávskými, ale také baltskými a ugrofinskými etniky. Do té doby se tady předpokládala pouze sídla Slovanů, kteří se sem dostali až v 11. století. To znamená, že původním obyvatelstvem tu byli Baltové a Finové, zatímco Slované sem stejně jako Švédové migrovali později. Na základě studia stále bohatšího archeologického materiálu se sovětští badatelé i vědci z dalších zemí východního bloku soustředili na to, aby dokázali, že sociálně ekonomický vývoj východních Slovanů probíhal rychleji, než se dosud soudilo, a že vlastní kořeny státnosti byly vybudovány již před příchodem Varjagů.

#### Varjagové nebo Slované?

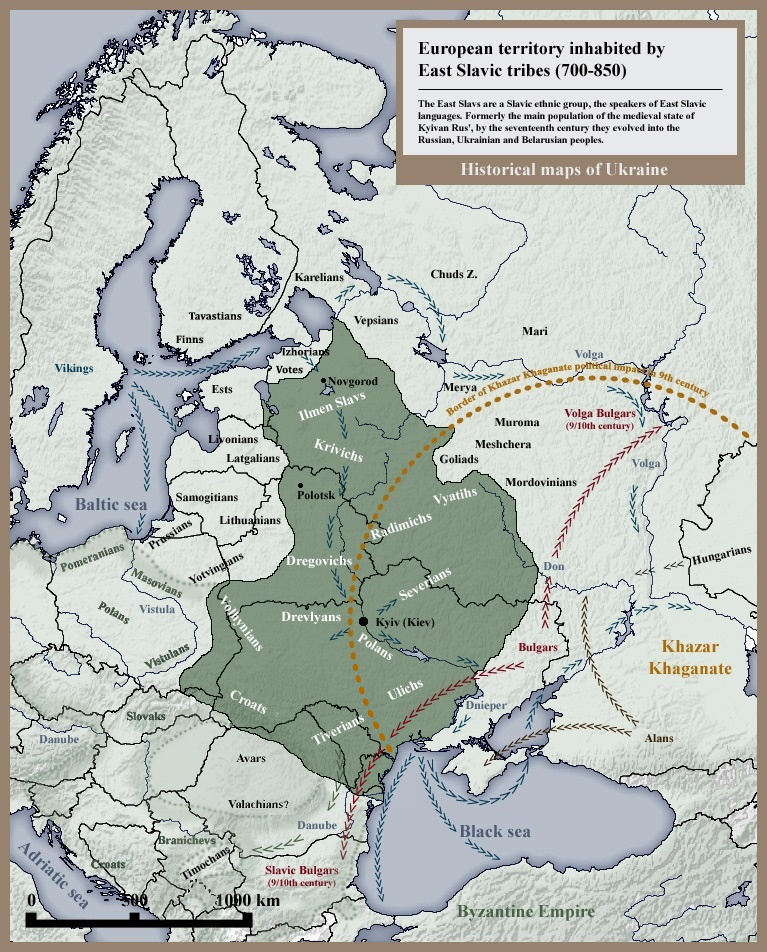
Východoslovanské kmeny v 8.–9. století

Autor Pověsti vremennych let Nestor vyjmenovává 12 slovanských kmenů, které se rozsídlily po východní Evropě, a to nejpozději v polovině 9. století. Byli to: Poljané, kteří se usadili na středním Dněpru, Drevljané v lesích, Dregoviči mezi řekami Pripjatí a Západní Dvinou (Daugavou), Poločané na říčce Poloti, přítoku horní Dviny, Slověné osídlili okolí Ilmeňského jezera a vystavěli si zde hražené město Novgorod, Severjané získali nová sídla na řekách Desně, Sejmu a Sule, Kriviči mezi horním tokem Dviny, Volhy a Dněpru, Dudlebové na řece Bugu, kde za života Nestorova sídlili Volyňané-Bužané, Radimiči na Soži, Vjatiči na (horní) Oce a konečně Uliči a Tiverci mezi řekami Dněstrem a Dunajem, a to až k samému moři.
Vzhledem k rozsahu osídlení nemohlo jít o pouhé rody nebo kmeny, ale o velké celky, snad kmenové svazy, spojené buď ještě rodovými svazky, nebo již teritoriální společenství, organizovaná kolem utvářejícího se politického centra. Protože nemáme k dispozici informace o životním způsobu starých Slovanů a jejich sociálním rozvrstvení, nelze to stanovit přesněji.
Nejpozději v polovině 8. století se na severu východní Evropy objevili Normané. Jednalo se o dvě různá sociální uskupení:
- varjagové – společenství ozbrojených kupců, kteří pronikali po vodních plochách a tocích od Novgorodu k Volze a dále přes Kaspické moře do vzdálených arabských zemí a obchodovali s Volžskými Bulhary, Chazary a Araby
- švédští kolonisté – přicházející s úmyslem osídlit zdejší nepříliš hustě osídlené kraje a usazující se jižně od Finského zálivu, například v podhradí opevněných měst jako řemeslníci

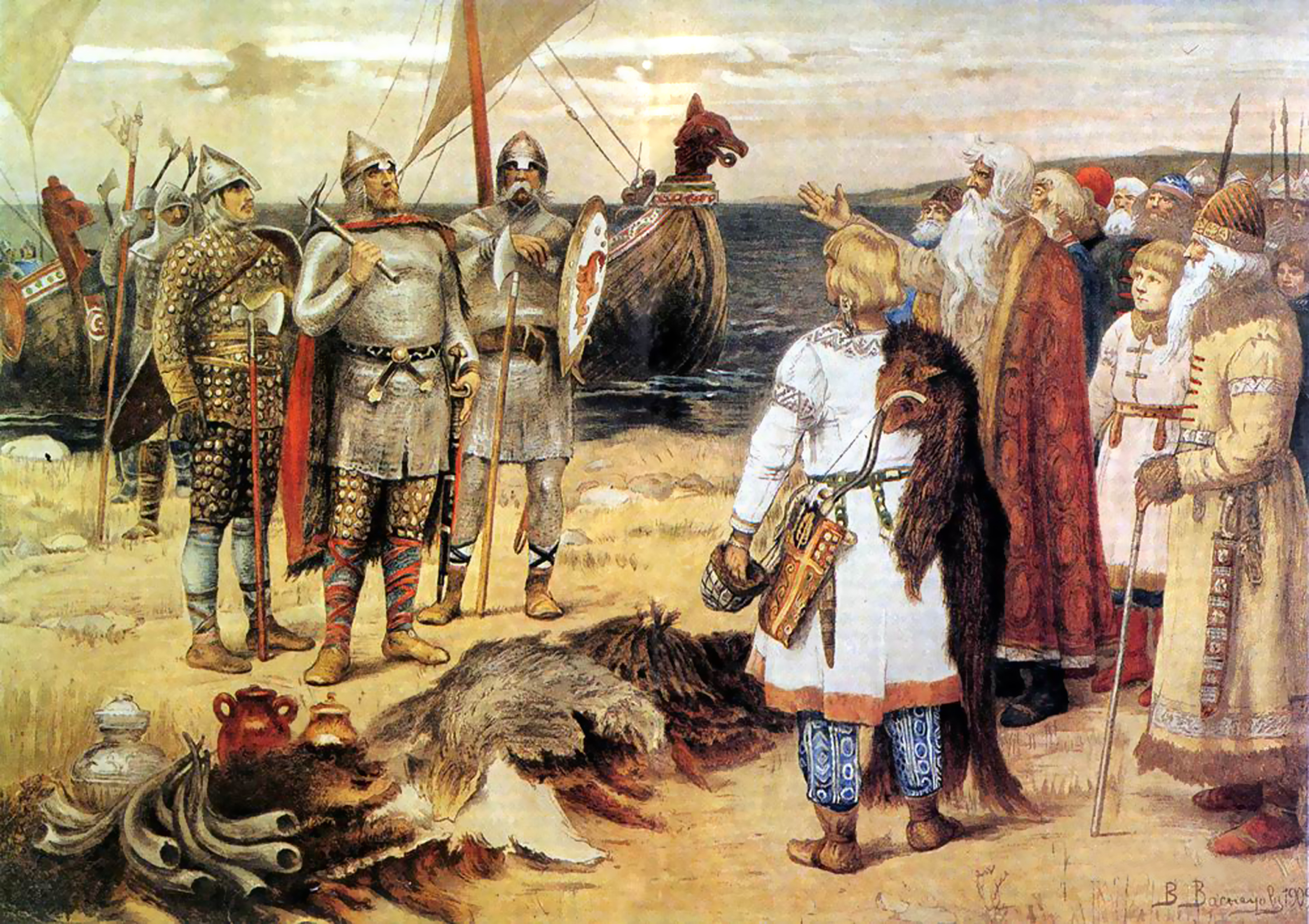
Vítání Varjagů: Rurik s bratry Sinesiem a Truvorem dorazili do země Ilmeňských Slovanů. Viktor Vasnetsov

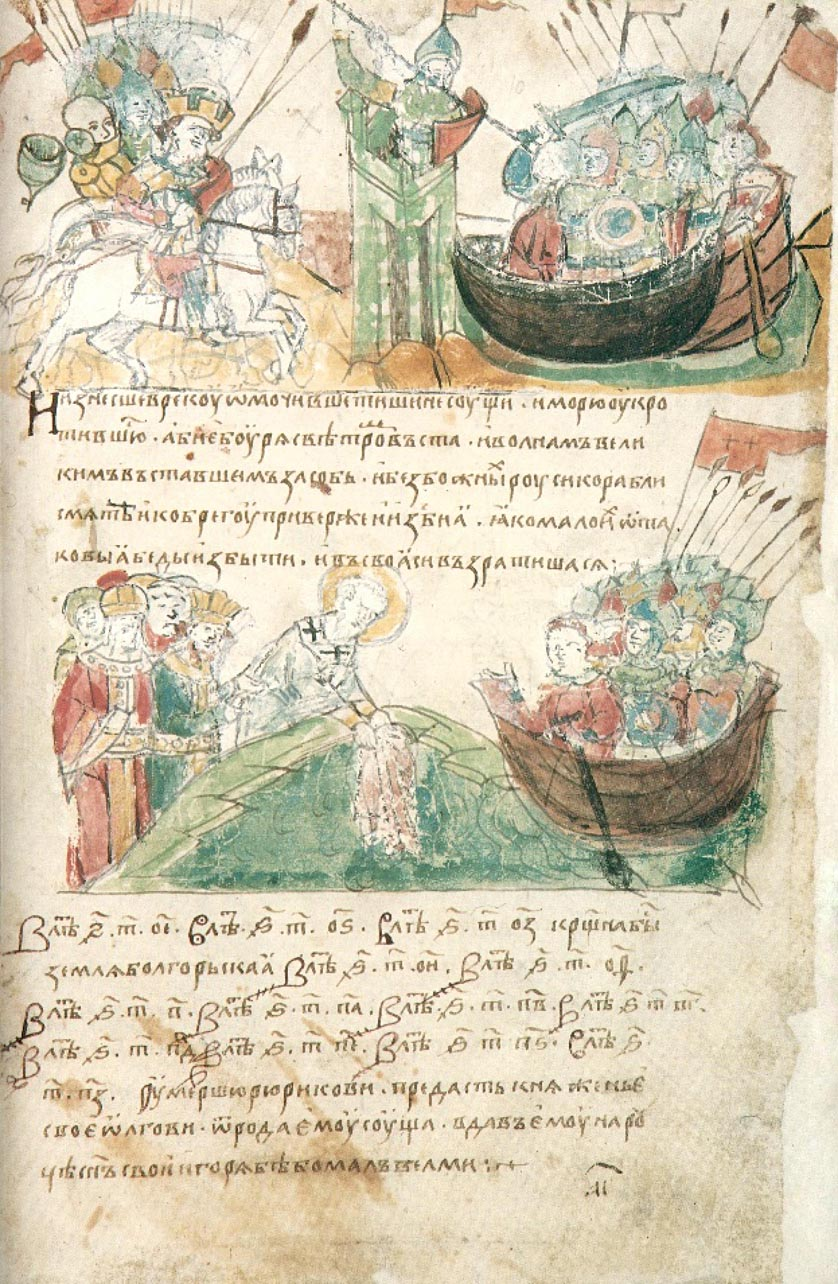
Rusové pod hradbami Konstantinopole (860)

V polovině 9. století se ustálila druhá, známější obchodní cesta, vedoucí „od Varjagů k Řekům“ (puť iz Varjag v Greki), to znamená ze Švédska přes Baltské moře a po řekách Něvě a Volchovu nebo Západní Dvině a Lovati na Dněpr a dále do Černého moře a Byzantské říše. Stalo se tak v době, kdy tradiční obchodní cesta vedoucí Středomořím byla narušena expanzí a především pirátskými akcemi Arabů. Od těchto elitních oddílů ozbrojených dálkových kupců je třeba odlišit severské obyvatelstvo, které přicházelo do východní Evropy s úmyslem kolonizovat a bylo zdejšími usedlými Ugrofiny nazýváno Ruotsi, což do slovanského jazyka proniklo jako Rus. Na rozdíl od varjagů byli skandinávští Rusové, kteří se usadili jižně od Finského zálivu, brzy asimilováni slovanským a zčásti i ugrofinským etnikem. Etnonymum Rus se však zachovalo a později se stalo pojmenováním pro území slovanského obyvatelstva, nad nímž vládli Rurikovci.
Podle Pověsti vremennych let, vládl v Novgorodu od roku 862 varjag Rurik († 878/879), legendární zakladatel původní ruské dynastie, který se původně usídlil ve Staré Ladoze. Po jeho smrti ovládl severoruská centra další varjažský bojovník Oleg, snad Rurikův příbuzný, který měl vykonávat regentskou vládu za jeho údajného syna Igora. Rozšiřoval tributární závislost na další východoslovanské, baltské a finské obyvatelstvo v okolí Novgorodu a roku 880 podnikl velkou výpravu proti významnému obchodnímu středisku slovanských Krivičů Smolensku. Po jeho dobytí táhl dále na Kyjev. V tomto starobylém městě, jehož význam určovala především výhodná poloha na obchodní cestě do Byzance, vládli rovněž varjagové. Askold a Dir přišli do východní Evropy jako členové Rurikovy družiny, brzy se však osamostatnili a vydali se po Dněpru k jihu. Cestou se zmocnili Kyjeva a ovládli zdejší Poljany. V létě roku 860 se velký počet jejich monoxylů objevil nečekaně na moři před Konstantinopolí. Město samo se Askoldu a Dirovi sice dobýt nepodařilo, jejich bojovníci však několik týdnů pustošili pobřeží, dokud se císař Michael III. nevrátil z výpravy proti Arabům a neučinil jejich řádění konec. Jde o první v pramenech doloženou vojenskou výpravu Rusů proti Byzanci. Roku 882 se Askold a Dir střetli před Kyjevem s varjažsko-slovanským vojskem, které přitáhlo z Novgorodu. Z této bitvy vyšel jako vítěz Oleg. Zmocnil se Kyjeva, přenesl sem své sídlo, neboť toto město mu nabízelo příznivější podmínky pro rozvoj přepravy zboží, a Novgorod učinil závislým na Kyjevu. Okamžik spojení dvou nejvýznamnějších slovanských středisek pod jedinou vládou bývá tradičně označován jako založení starého ruského státu, Kyjevské Rusi. Jednalo se o volné spojení několika východoslovanských celků, která do Kyjeva odváděla „exarchický tribut“, zatím bez jakékoliv snahy o zavedení byť té nejjednodušší formy správy. Kromě toho, že sjednotil východoslovanské oblasti Slovanů a Krivičů a ugrofinského kmene Merjů na severu, kde vybírali daně varjagové, se zemí Poljanů, tributárně závislých na Kyjevu, rozšířil poplatnost ještě na další slovanské celky na jihu – Drevljany, Severjany a Radimiče.

### Formování starého ruského státu

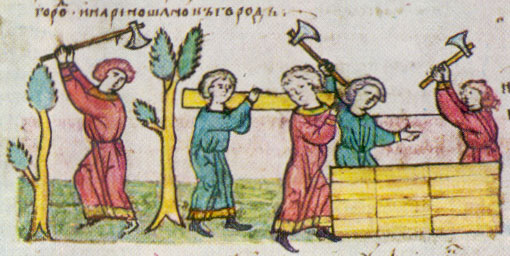
Stavba města, Radziwillský letopis

Po třicetiletém Olegově panování se ujal vlády jeho nástupce Igor (912–945), údajně syn Rurikův, možná však skutečný zakladatel nejstarší ruské panovnické dynastie, jemuž byl rurikovský původ připsán teprve dodatečně. Letopisec se mu věnuje mnohem méně než jeho předchůdci Olegovi. Na druhé straně o něm najdeme zmínky i v jiných pramenech než v Povesti vremennych let, například byzantské provenience, což nelze říci ani o Olegovi, ani o Rurikovi.
Letopisec vypráví především o třech událostech Igorovy vlády: vleklých konfliktech s Drevljany, příchodu Pečeněhů do stepí v severozápadním Černomoří roku 920 a taženích proti Byzanci v letech 941–942, jejichž výsledkem bylo uzavření další rusko-byzantské smlouvy. To znamená, že Igor navázal na politické směřování svého předchůdce. Na jedné straně vybíral daně od podmaněných kmenů a snažil se rozšiřovat moc kyjevských knížat na další východoslovanská území a přimět zdejší obyvatelstvo k poplatné závislosti, na straně druhé se snažil vést aktivní politiku ve vztahu k byzantské říši. Ve smlouvě z roku 944 vystupuje kyjevský vládce Igor jako veliký kníže, to znamená první mezi dalšími knížaty východních Slovanů. Igorova vláda skončila roku 945, kdy byl kníže zabit při vybírání daní u Drevljanů. Regentské vlády za jeho nezletilého syna Svjatoslava se ujala kněžna vdova Olga.

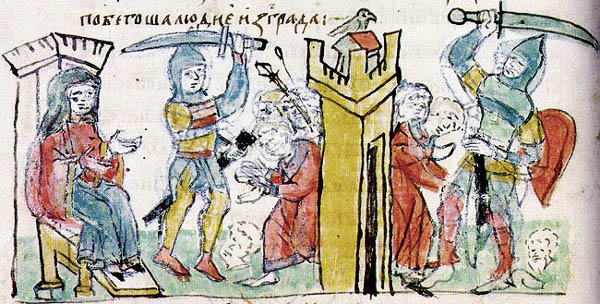
Olga trestá Drevljany, Radziwillský letopis

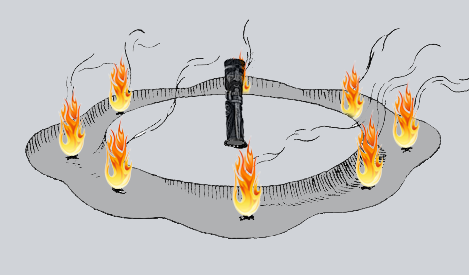
Hrubý model pohanského kultovního místa s modlou Peruna v Novgorodu

Povest vremennych let líčí, jak začala Olga energicky vládnout a krutě potrestala Drevljany za zabití svého muže. Přestože letopiscovo vyprávění připomíná báji, odráží nepochybně realitu. Olga se jako první vládce pokusila připoutat ke Kyjevu jednotlivé slovanské celky pevnějšími vazbami, než byla dosavadní volná tributární závislost, a vnesla do dosud nahodilého vybírání tributu u domácího obyvatelstva určitý systém. Tak vznikla velmi jednoduchá organizace knížecí správy, vykonávané družinou. V polovině 10. století se tak začaly formovat počátky ruské státnosti. To bylo velmi důležité pro další vývoj raného ruského státu. Nejznámějším panovnickým činem kněžny Olgy bylo ovšem přijetí křtu a úmysl christianizovat Rus.
Pravděpodobně roku 962 se ujal vlády Svjatoslav I. Igorevič. Mladý kníže si stanovil zcela jiné cíle než jeho matka. Nepřijal křesťanství, ani se nesnažil pokračovat v jejím úsilí stabilizovat poměry uvnitř formujícího se ruského státu, lépe zorganizovat vybírání daní, pevněji ovládnout podmaněné obyvatelstvo a posílit postavení kyjevského vládce. Cele se orientoval na expanzi za hranice své země, a nakonec se dokonce rozhodl přenést svoji rezidenci až Balkán. Prakticky celou vládu strávil na válečných taženích.
Svjatoslavovy výboje byly vojensky značně úspěšné. Během jejich první fáze zpoplatnil Kyjevu slovanské Vjatiče, porazil volžské Bulhary, dobyl významná obchodní střediska, ležící na důležitých obchodních cestách v Povolží, na Donu, u Azovského a dokonce i Kaspického moře. Podmanil si kmeny, sídlící až na úpatí dalekého Kavkazu a vyvrátil Chazarskou říši. Ve druhé fázi se vypravil na Balkán, aby zde pomohl byzantskému císaři proti Bulharům, ale nakonec se ujal osobně vlády v bulharském carství, a dokonce zaútočil na území byzantské říše. Císař však proti němu uspořádal úspěšnou vojenskou výpravu, porazil ho a donutil Balkán opustit. Při návratu na Rus byl Svjatoslav se svojí družinou přepaden roku 972 kočovnými Pečeněhy u Dněperských prahů a zabit.

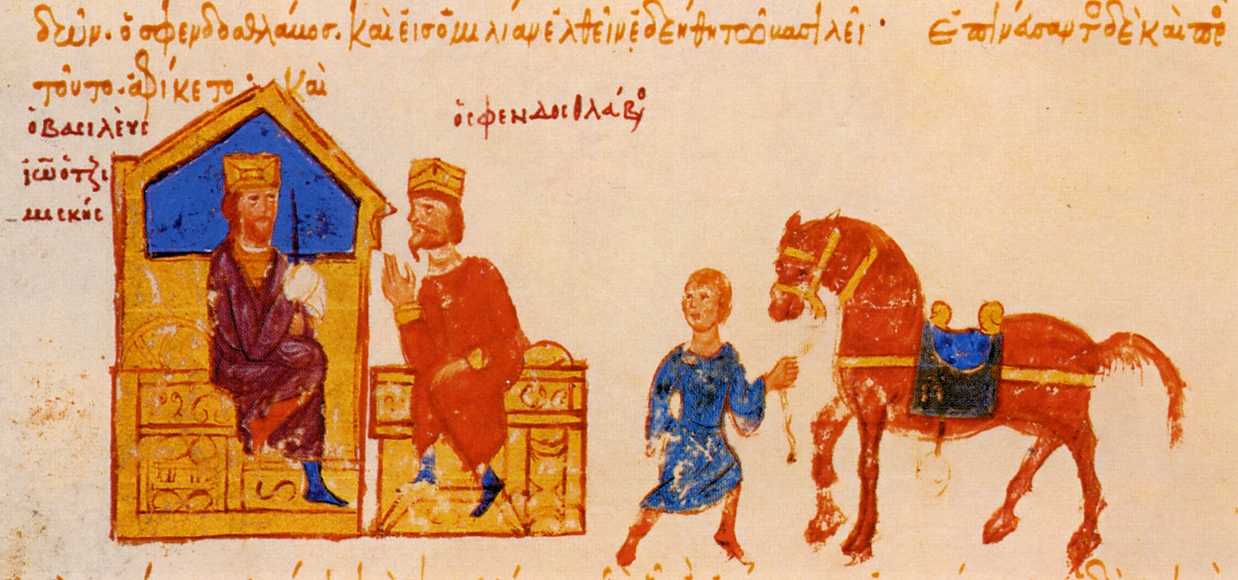
Setkání Svjatoslava s císařem Janem Tzimiskesem v rukopisu Madrid Skylitzes

Svjatoslavův velkolepý plán vybudovat mohutnou slovanskou říši, která by zahrnula území východních i balkánských Slovanů se nezdařil. Jeho rozsáhlé výboje měly především kořistnický ráz a nepřinesly Kyjevské Rusi s výjimkou zpoplatnění Vjatičů žádné územní zisky. Svjatoslavovo panování představovalo v tomto směru vyvrcholení politického směřování prvních generací ruských vládců a zcela jistě bylo zdrojem značného obohacení ruské vládnoucí elity. Přestože teritoriální zisky byly ve srovnání s rozsahem výprav a jejich výsledky nepatrné, stala se Kyjevská Rus koncem 10. století ve východní Evropě významným mocenským faktorem. V tomto ohledu představuje vláda knížete Svjatoslava nepochybně dovršení předcházející epochy.
Kyjevská říše však nebyla ještě v době Svjatoslavova panování státem v pravém slova smyslu. Neměla pevně vymezené hranice ani vnitřně uspořádanou politickou strukturu, závislou na ústřední panovnické moci. Knížecí administrativa, již se snažila zavést Svjatoslavova matka Olga, se upevnila především v okolí důležitých městských center. Vzdálenější oblasti byly připojeny jen volně a občas se dokázaly z kyjevské nadvlády vymanit. Novgorod, ležící mnoho týdnů cesty od sídelního města, si žil vlastním politickým životem.
Ještě předtím, než se Svjatoslav odebral roku 969 podruhé na Balkán, svěřil správu v té době již značně rozlehlé ruské říše svým třem synům. Nejstaršího Jaropolka pověřil vládou v Kyjevě, Olega u Drevljanů a levobočka Vladimíra v Novgorodě. Tyto země kopírovaly svým rozsahem stará kmenová území a patřily bezprostředně k državám kyjevského knížete. Časem došlo mezi bratry k roztržkám, z nichž vyšel vítězně Vladimír, jenž sjednotil celé území obývané východními Slovany (závaznější zpoplatnění Vjatičů a Radimičů, připojení Červoňských hradů) pod vládou kyjevského knížete. Kromě toho si podmanil baltské Jatvěgy a pravděpodobně rozšířil svůj vliv až na území, obývané ugrofinskými Esty. Tak bylo dovršeno územní budování kyjevského státu, přestože politická konsolidace ruského státu rozhodně nebyla na přelomu 10. a 11. století ještě dokončena.

Správu rozlehlého státu vykonával Vladimír stejně jako jeho otec Svjatoslav s pomocí svých početných synů. Autor Povesti vremenych let uvádí: 
| „ | "Byloť dvanácte synů jeho ... I posadil Vyšeslava v Novgorodě, Izjaslava v Polocku, Svjatopolka v Turově a Jaroslava v Rostově. Když pak starší Vyšeslav v Novgorodě zemřel, dosadil do Novgorodu Jaroslava, Borise do Rostova, Gleba v Muromi, Svjatoslava u Drevljanů, Vsevoloda ve Vladimiru [Volyňském] a Mstislava v Tmutarakani." | “ |

Takto spravované celky byly spojeny jen volně, prostřednictvím dynastických vazeb, dokonalejší správní systém tu zatím neexistoval. Kromě toho tu působily některé faktory, přispívající spíše k decentralizaci ruského státu. V první řadě to byla rozlehlost státního území, v jejímž důsledku bylo za daných podmínek nesmírně obtížné spravovat ho z jednoho centra nebo efektivně kontrolovat místní administrativu. Přesto lze konstatovat, že formování státu dospělo do fáze, která směřovala k oficiální christianizaci země, k níž došlo v letech v letech 988–990.
Po celou svoji vládu musel Vladimír I. bránit hranice země proti nájezdům Pečeněhů, kteří v 10. století kočovali v jihoruských stepích a dosáhli vrcholu své moci. Území kyjevského státu napadali již od roku 920, ale největší nebezpečí pro něj představovali právě koncem 10. století. Proto začal Vladimír budovat na obranu jižní, ničím proti stepi nechráněné hranice a hlavního města Kyjeva záseky a "města hražená", do nichž dosazoval vojenské posádky, pro něž vybíral "nejlepší muže" mezi Slovany i ugrofinskými Esty. Proti kočovníkům podnikl několik úspěšných tažení, například v letech 993, 996 nebo 997, což jistě upevnilo jeho autoritu v zemi.

### Christianizace Kyjevské Rusi

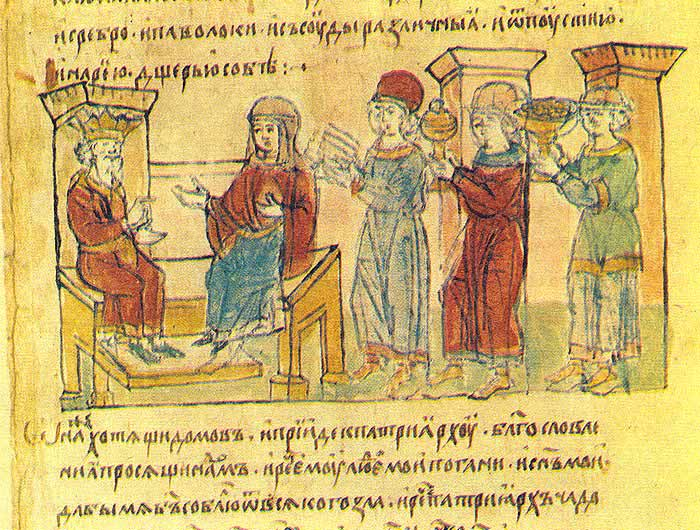
Byzantský císař Konstantin VII. Porfyrogennétos přijímá kněžnu Olgu – audienci vylíčil ve svém díle De administrando imperio

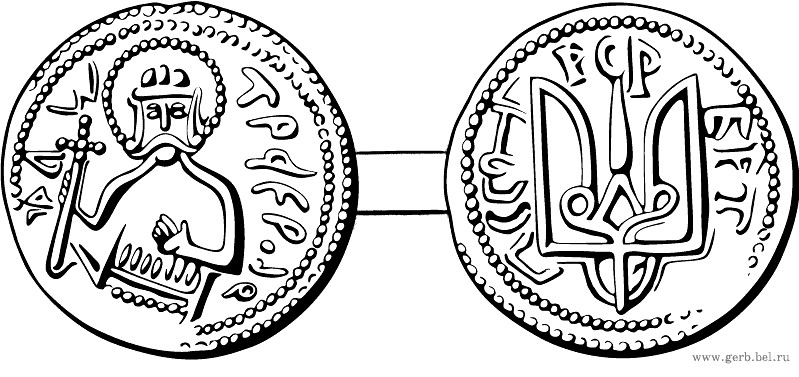
Mince se znakem a podobiznou Vladimíra I.

Podle křesťanské tradice vykonal první misii na pozdějším ruském území apoštol Ondřej. První historicky doložené pokusy o christianizaci Rusi jsou ovšem přičítány konstantinopolskému patriarchovi Fótiovi. Po porážce před Konstantinopolí roku 860 byli Rusové na dolním Dněpru vystaveni tlaku ze strany byzantské říše a také jejího spojence Chazarů. Dali proto přednost navázání přátelských vztahů s Byzancí, kterých využil patriarcha Fótios k vyslání misionářů. Těm se podařilo získat část Rusů, zřejmě včetně kyjevských vládců Askolda a Dira, pro křesťanství, a tak bylo snad již v roce 864 založeno v Kyjevě biskupství a později vystavěn chrám zasvěcený proroku Elijášovi. Po ovládnutí Kyjeva Olegem bylo šíření křesťanství zastaveno, ale nebylo potlačeno úplně. Při obchodních i válečných výpravách do Byzance se Rusové setkávali s křesťanskou vírou stále znovu. Už v roce 911, když byla uzavírána rusko-byzantská smlouva, věnoval císař León VI. Olegovým vyslancům relikvie a přikázal, aby byli obeznámeni s křesťanským vyznáním. Někteří z varjažských kupců, ohromení nádherou Konstantinopole a výstavností zdejších chrámů, zde nepochybně křest přijali, jiní mohli být pokřtěni už ve Švédsku.
Samotná kyjevská knížata křtu dlouho vzdorovala. Pokřtít se nechala teprve kněžna Olga (945–962) v době své regentské vlády. Podle ruské tradice se tak stalo v roce 955 během její návštěvy Konstantinopole. Ve skutečnosti k tomu došlo spíše v Kyjevě, aniž by křest kněžny vedl k christianizaci země, jak bylo v té době obvyklé. Olga sice pomýšlela na to učinit křesťanství na Rusi státním náboženstvím, jejím cílem však bylo zajistit zemi nezávislou církevní organizaci, neboť se zřejmě obávala, aby podřízení mocné Byzanci po církevní stránce s sebou nepřineslo také politickou závislost. To byl zřejmě hlavní účel její cesty do Konstantinopole. Když tu Olga neuspěla, obrátila se k Frankům. Východofranský král Oto I., který chtěl prostřednictvím křesťanství šířit svůj vliv dále na východ, nechal vysvětit mnicha trevírského kláštera sv. Maximina Adalberta na biskupa Rusů a vyslal ho s několika kněžími do Kyjeva. Misie dorazila v podstatě pozdě, neboť mezitím vystřídal Olgu na trůně její syn Svjatoslav, a toho se získat pro křesťanství nepodařilo. Kníže striktně odmítal přijmout křest, jeho sympatie patřily islámu, se kterým se seznámil během svých tažení do Volžského Bulharska. Kromě toho se ukázalo, že římský císař ani papež nejsou ochotni poskytnout budoucí ruské církvi o nic více církevní samostatnosti než Byzanc.

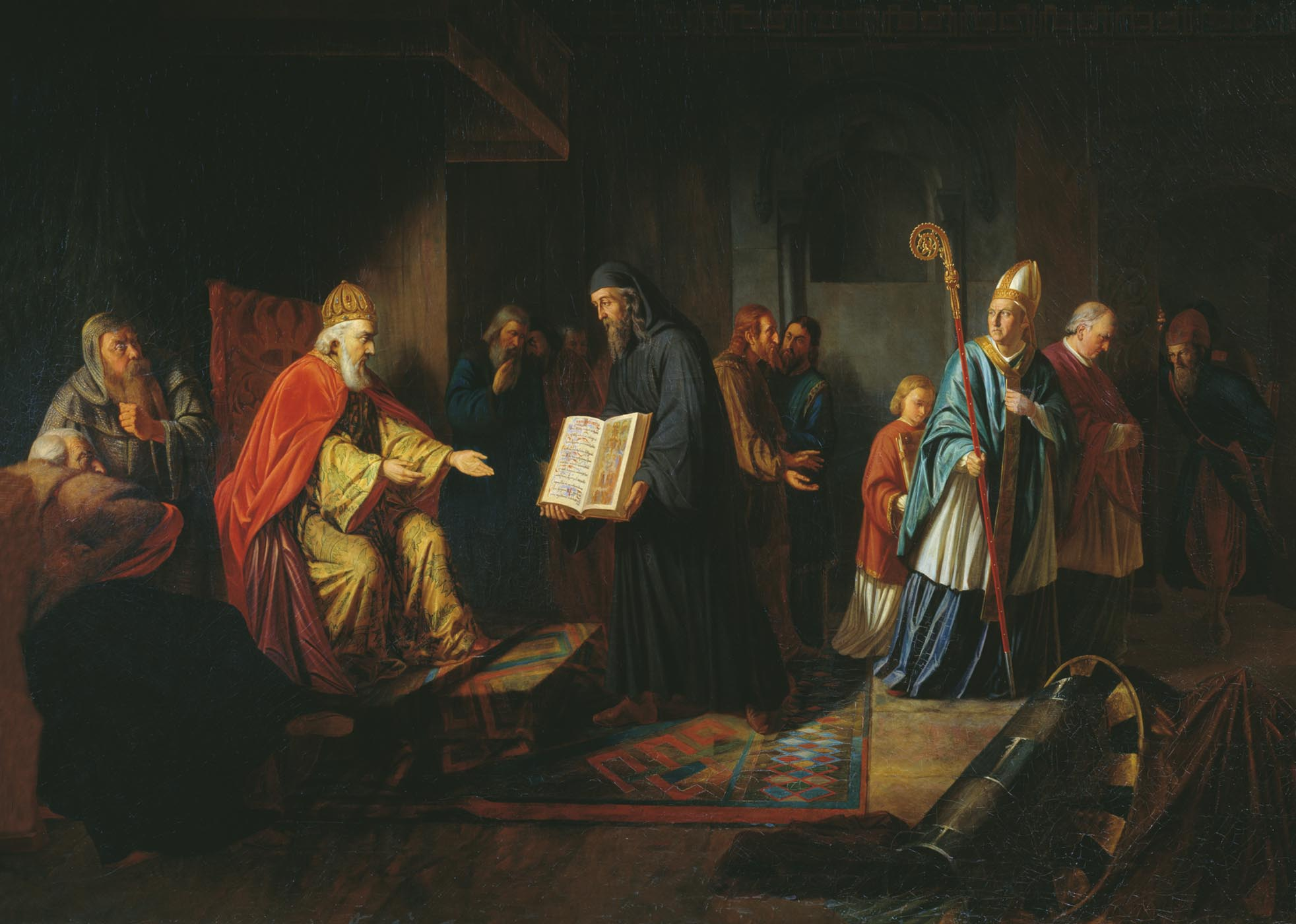
Velkokníže Vladimír dává přednost pravoslavnému duchovenstvu před papežským vyslancem, obraz Ivan Eggink

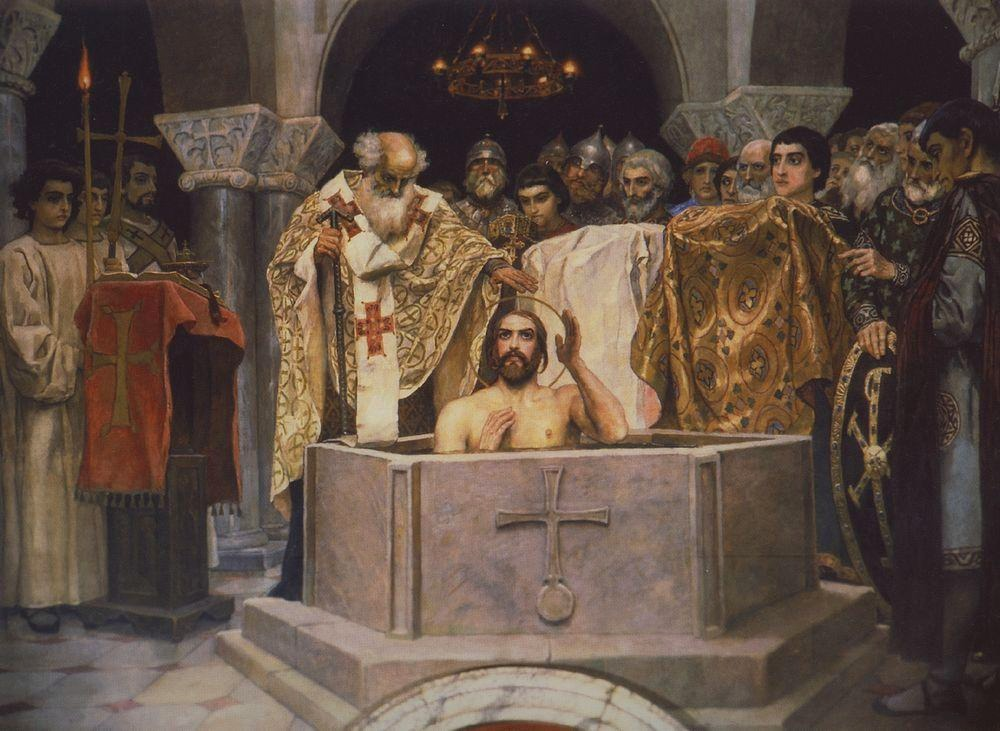
Křest svatého Vladimíra, Viktor Vasnetsov, freska v chrámu svatého Vladimíra v Kyjevě

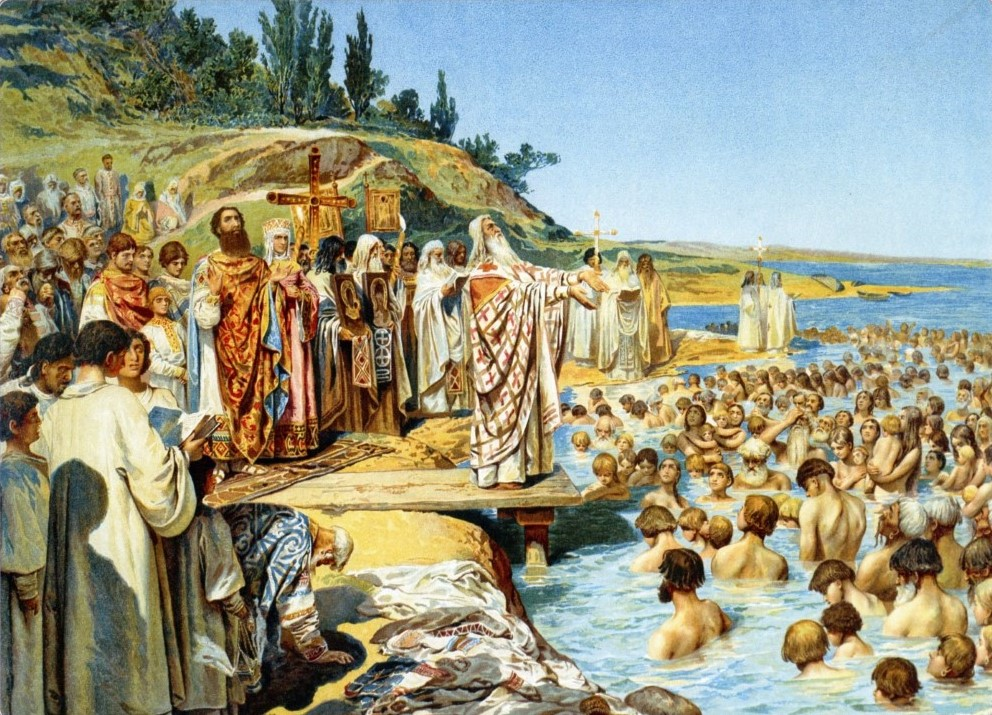
Svěcení Rusi, obraz Klavdy Lebedev

Letopisec líčí, jak se kníže Vladimír I., dobře si vědom toho, že dosud uctívané pohanské kulty již zastaraly a nové poměry vyžadují změnu náboženských zvyklostí, nejprve bez úspěchu pokusil o reformu pohanského náboženství. Dle Pověsti dávných let nechal v sakrálním hradišti v Kyjevě postavit dřevěné modly hlavních božstev – hromovládného Peruna, slunečního Chorse-Dažboga, vzdušného Striboga, Simargla (nejasná funkce) a bohyně země Mokoši. Toto uspořádání bývá označováno jako Vladimírův panteon a chápáno jako pokus ideologicky konsolidovat ruský stát. Přesto po letech vyslal Vladimír poselstva do okolních říší, aby se seznámila s různými monoteistickými systémy. Židy a muslimy měl odbýt s tím, že jedni jsou rozdrobeni mezi národy a tentýž osud si nepřeje pro svůj lid, a druhé pak, že jejich náboženství zapovídá požívání alkoholu, tolik mezi Rusy oblíbeného. Toto vyprávění se nepochybně opírá o historický základ. Vždyť ruský stát se formoval v sousedství bulharských muslimů, Chazarů vyznávajících judaismus, v neustálém kontaktu s ortodoxně křesťanskou Byzancí, ale i se severskými zeměmi Švédskem a Norskem, které byly dosud pohanské (avšak varjagové na Rusi už většinou vyznávali křesťanství), a prostřednictvím misií z Říše byli Rusové seznamováni také s křesťanstvím západního ritu. Rozhodujícím impulsem pro přijetí křesťanství východního ritu se nakonec staly její politické vztahy s Konstantinopolí.
Roku 987 se na Vladimíra obrátil byzantský císař Basileios II. s žádostí, aby mu kníže poskytl na základě smluv z roku 944 a 971 vojenskou pomoc, která by mu umožnila potlačit vzpouru ve vojsku. Vladimír mu poslal šest tisíc varjažských bojovníků ze své družiny, kteří již zůstali v císařových službách a vytvořili základ pro proslulou osobní panovníkovu gardu. Kníže se velmi rád zbavil bojovných družiníků, kteří mu pomohli zvítězit v boji s bratry o kyjevský trůn, ale pak se pro něj stali nepohodlnými. Za poskytnutou pomoc mu Basileios přislíbil ruku svojí sestry Anny Porfyrogennéty. Sňatek s princeznou „zrozenou v purpuru“ představoval pro barbarského pohanského vládce vysoce prestižní záležitost. Jako podmínku si císař ovšem vymínil, že Vladimír přijme křest, a to osobně i pro svoji zemi, a zřekne se všech svých manželek a souložnic, o kterých vypráví Nestor.
Varjagové významně přispěli ke zdecimování povstalců a Vladimír osobně obsadil na jaře 989 byzantskou državu Chersonnésos, která podporovala povstalce. Ještě předtím se však nechal počátkem roku 988 v Kyjevě urychleně pokřtít a oženil se s byzantskou princeznou Annou, která přijela na Rus v doprovodu početného řeckého duchovenstva. Poté přikázal pokřtít veškeré obyvatelstvo Kyjeva v Dněpru. Podle tzv. korsuňské legendy, která se stala součástí Povesti vremennych let byl prý Vladimír pokřtěn až v dobytém Chersonésu a následně zde oslavil také svoji svatbu, což je méně pravděpodobné, neboť město bylo značně zničené.
Přestože nelze podcenit vliv okázalosti východních bohoslužeb a nádhery byzantských chrámů, které nepochybně imponovaly ruské vládnoucí elitě, rozhodující pro přijetí křesťanství na Rusi z Byzance byly mezinárodně politické okolnosti, za nichž již ruskému státu nehrozil podřízený vztah k říši. Naopak křtem se Vladimír zařadil mezi evropské křesťanské panovníky, sňatkem postoupil v jejich hierarchii z hlediska byzantského protokolu dokonce před samotného západního císaře, neboť Theofano, s níž se oženil budoucí císař Oto II., neměla tak vysoce urozený původ jako Anna.
Přijetím křesťanství z Byzance a začleněním pod správu konstantinopolského patriarchátu se ruský stát stal součástí řecko-ortodoxního Východu a také byzantského politického universa. Stalo se tak v době, kdy výrazné prohlubování rozdílů i rozporů mezi latinským Západem a řeckým Východem neodvratně spělo k propuknutí církevního schizmatu. To výrazně ovlivnilo celé další ruské dějiny.
Ruská církev se otevřela kulturně duchovnímu vlivu Byzance. V první fázi přicházeli na Rus početní řečtí duchovní a přinášeli s sebou literaturu, která ovlivnila jak formování vlastní slovanské literatury, a to nejen církevní, ale také například právo nebo historii. Úzké styky s byzantskou kulturní sférou pěstovaly později především kláštery, zvláště s Athosem, kde existoval rozsáhlý komplex řeckých a později i čtyř slovanských klášterů. Zřejmě již koncem 10. století vznikla na Rusi řada biskupství a v Kyjevě byl založen metropolitní úřad. První metropolita je sice v ruských pramenech doložen až k roku 1039, byzantské prameny však znají Theofylakta ze Sebasteie, který přijel na Rus poprvé v čele Basileiova poselstva a po Vladimírově pokřtění se měl stát kyjevským metropolitou. Duchovní byli zpočátku především řeckého původu, z 23 metropolitů, kteří úřad zastávali do doby tatarského vpádu, jich bylo 17 Řeků.
Vladimír nechtěl omezovat kontakty s křesťany pouze na východní říši. Zprávu o pokřtění své země zaslal do papežského Říma i východním patriarchům v Jeruzalémě a Alexandrii. Na Rusi se brzy objevili bulharští misionáři, kteří sem přinesli slovanskou liturgii a písemnictví. Po vyvrácení balkánské bulharské říše Basileiem II. v roce 1018 se příliv bulharského i srbského kléru na Rus ještě zvýšil. Ruská církev navázala kontakty také se slovanským duchovenstvem v Čechách, o čemž svědčí především uctívání kultu ruských mučedníků Borise a Gleba v sázavském klášteře. Zavedení obyvatelstvu srozumitelného jazyka do církve jednak zvyšovalo zájem o nové vyznání, jednak přispělo ke konečnému poslovanštění původně varjažské vládnoucí vrstvy.

### Vrcholné období
Po Vladimírově smrti nastaly opět boje o moc, do kterých zasáhl i polský kníže Boleslav Chrabrý ve prospěch Svjatopolka I. (1015–1019), nakonec se však podařilo zvítězit Jaroslavu I. Moudrému, za jehož vlády dosáhla Kyjevská Rus vrcholného kulturního i hospodářského rozkvětu.

### Rozpad Kyjevské Rusi

Mince se znakem Jaroslava I.

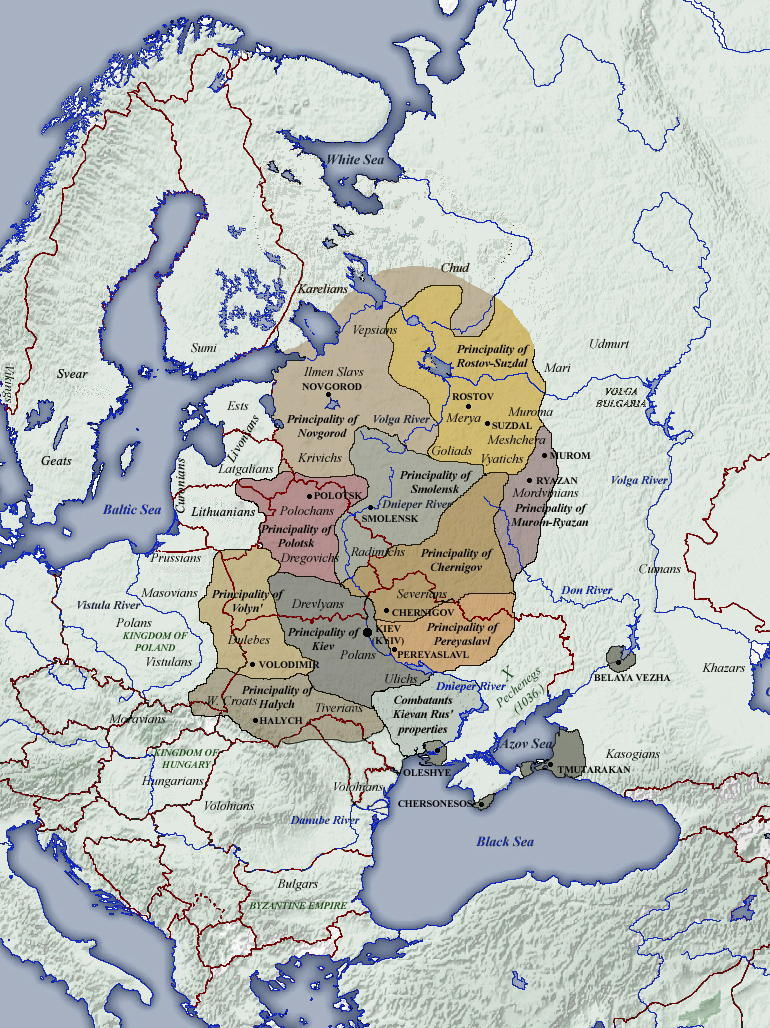
Knížectví Kyjevské Rusi po smrti Jaroslava I. v roce 1054

Po Jaroslavově smrti, respektive po roce 1073, kdy zanikl tzv. triumvirát, společná vláda jeho synů kyjevského knížete Izjaslava, černigovského Svjatoslava a perejaslavského Vsevoloda, se na Kyjevské Rusi začaly projevovat decentralizační tendence. Nezastavilo je ani dočasné sjednocení země za panování Vladimíra II. Monomacha (1113–1125). Po smrti Vladimírova syna Mstislava se Kyjevská Rus rozpadla na samostatná knížectví, mezi nimiž nejvýznamnější byla vladimirsko-suzdalské, novgorodské a haličsko-volyňské. Zpočátku bylo těchto knížectví dvanáct. Proces politického tříštění se však stále prohluboval a vyvrcholil ve 14. století, kdy existovalo dokonce 250 knížectví, v jejich čele stála většinou knížata z rodu Rurikovců.
Za symbolický konec kyjevského státu bývá považován rok 1169, kdy byl Kyjev vypálen a vydrancován vojskem vnuka Vladimíra II. Andreje Bogoljubského (1157–1174), který byl vládcem vladimirsko-suzdalského knížectví. Andrej si přisvojil titul kyjevského knížete, ale možnosti vládnout z Kyjeva se zřekl a dosadil sem jako místodržícího svého bratra Gleba. Sám zůstal na severovýchodu země, kde si nechal vybudovat výstavnou rezidenci v Bogoljubovu u Vladimiru nad Kljazmou. Tak bylo roku 1169 fakticky i symbolicky přeneseno politické centrum ruské země z Kyjeva do Vladimiru a zpečetěn zánik jednotné kyjevské říše.
Vznik řady samostatných knížectví sám o sobě nebyl problémem, který by bránil dalšímu rozvoji ruských zemí. Negativním jevem byla řevnivost mezi knížaty, která nedokázala překonat své partikulární zájmy ani v době poloveckých nájezdů, ani později, když stanula tváří v tvář takovému nebezpečí, jaké představovala ničivá expanze Mongolů.

## Přírodní podmínky a možnosti obživy
Východní Slované se v době stěhování národů rozsídlili po obrovské ploše Východoevropské roviny, která se rozkládá od pobřeží Severního ledového oceánu až k Černému a Kaspickému moři a kavkazskému pohoří a od karpatského oblouku na západě až po Ural na východě. Její střední výška činí 170 m nad mořem a tu a tam se vyskytující pahorkatiny jen zřídka přesahují 300 m nadmořské výšky. Rovina prochází různými podnebnými pásmy od tundry přes jehličnaté a lesnaté lesy až po stepi v severním Černomoří. Vyznačuje se typickým kontinentálním podnebím, zimy jsou tu dlouhé a velmi chladné s množstvím sněhu (chlad stoupá směrem na východ), léta sice horká, ale velmi krátká. Srážky jsou nerovnoměrné, nejvíce prší v červenci a srpnu. Malý posun v ročním cyklu může přinést velmi suché jaro, kdy se seje a je potřeba vláha, a lijáky v čase sklizně. V průměru byla v minulosti každá třetí úroda špatná.
Východoevropská rovina má sice dost zemědělské půdy, ale kvůli chladu ji nelze využívat tak dobře jako například ve stejném podnebném pásmu v Anglii, jejíž podnebí je ovlivňováno teplým Golfským proudem. Kvůli dlouhým a tuhým zimám, kdy se zmrzlá půda nachází pod příkrovem sněhu, ji nebylo možné obdělávat po větší část roku. Na severu kolem Novgorodu trvala tato nečinnost celých 8 měsíců v roce, ve stepích, kde se nacházejí úrodné černozemě, půl roku. Dobytek, který se nechával přezimovat, aby mohl na jaře založit nový chov, musel být dlouhou dobu ustájen a přicházel o svěží jarní pastvu. Po zimě byly zachovalé kusy velmi vyhublé a chov byl celkově velmi nekvalitní včetně tažných zvířat.
Z plodin se pěstovalo nejvíce žito, které se dovede nejlépe přizpůsobit chladnějšímu podnebí. Zároveň je však obilovinou, která má nejnižší výnosy. Z těchto důvodů poskytovalo zemědělství obyvatelstvu staré Rusi jen holé živobytí. Přírodní podmínky jim přitom nedovolily žádný další rozvoj obdělávání půdy.
Také pokusy usídlit se na lepší černozemní půdě ve stepích, které se nacházely za jižní a východní hranicí kyjevského státu nebyly úspěšné. V době stěhování národů se východoslovanské kmeny sice usadily v severním Černomoří, ale nebylo to natrvalo. Stepi byly doménou kočovníků, kteří zde honili a pásli dobytek. Zpočátku před nimi byli Slované chráněni z východu sousední chazarskou říši, které platili tribut. Když ji však roku 965 neprozíravě vyvrátil kyjevský vládce Svjatoslav, otevřely se stepi v severním Černomoří přívalu kočovníků, především Pečeněhů. Nomádi zde začali pást dobytek a zničili existující zemědělské osady. Východním Slovanům se tak naskýtala jediná možnost kolonizace, a to do severních oblastí. Ty však nebyly příliš vhodné pro zemědělskou výrobu a nemohly pojmout větší množství příchozích.
Životní úroveň obyvatelstva, kterou zajišťovalo zemědělství jen v nezbytné míře, zvyšovalo velké přírodní bohatství. Lesy oplývaly zvěří, která dávala maso i kvalitní kožešiny, vodní toky velkým množstvím ryb. Důležité bylo také kvalitní včelstvo, pro které ani nebylo nutné stavět úly – med včely ukládaly do vykotlaných starých stromů.
Dalším specifikem Východoevropské roviny byla existence velkého množství vodních cest. Hlavní řeky zde protékají ze severu na jih, jejich přítoky jsou orientovány ve směru západ – východ. Vzhledem k tomu, že vodní toky pramení v močálech nebo močálovitých jezerech a výškové rozvrstvení terénu je jen velmi malé, mají řeky jen mírný spád. Tvoří tak jedinečnou síť splavných toků, které jsou spojeny suchozemskými cestami. Již v dobách raného středověku bylo možné plavit se s celkem jednoduchým vybavením z Baltu až do Kaspického nebo Černého moře. Toho právě využili Varjagové – vojensky organizované družiny švédských kupců, které se objevily ve Východní Evropě v 8. století.

## Společnost

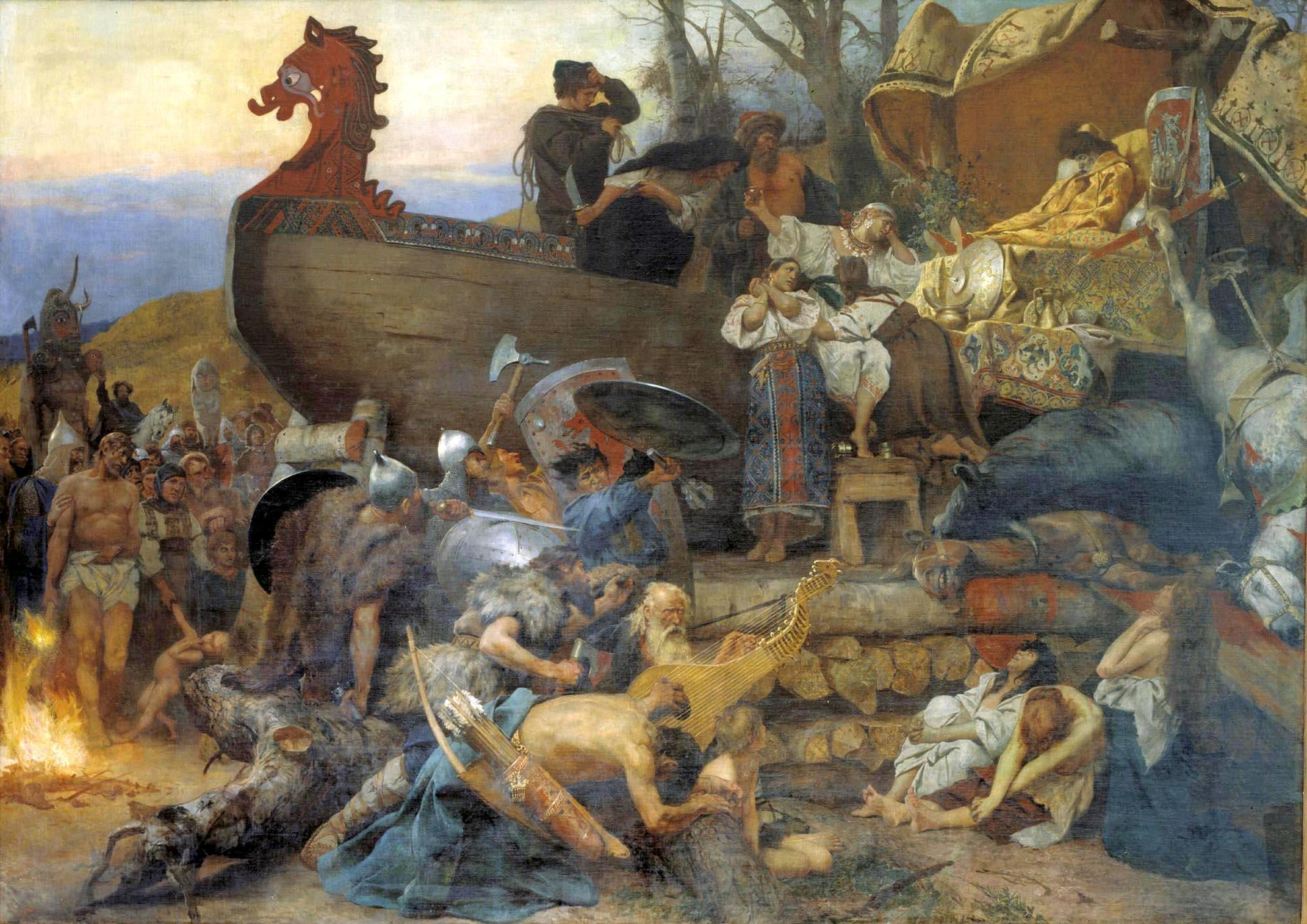
Lodní pohřeb ruského náčelníka, jak jej popsal arabský cestovatel Ibn Fadlán, Henryk Siemiradzki

Pro vytváření státní moci kyjevské říše měl z ekonomického hlediska zásadní význam tranzit – dálkový obchod. Není pochyby o tom, že varjagové přicházeli do východní Evropy za obchodem a k tomuto účelu si budovali podél dlouhých obchodních cest opevněné základny. Mezi nejstarší a nejznámější patří Aldeigiuborg – Stará Ladoga. Kromě toho využívali zdejších již existujících opevněných měst. Později se v některých starých slovanských centrech (Novgorod, Bělozersk, Polock, Kyjev) zmocnili vlády a začali vybírat od místních obyvatel tribut v naturáliích, které byly následně využívány v dálkovém obchodu jako zboží. To bylo typické také pro první vládce Kyjevské Rusi. Konstantin VII. Porfyrogennétos líčí v polovině 10. století, jak kyjevský kníže vytáhl se svojí družinou každý podzim na sever, aby tu vybral tzv. poluďje v kožešinách, medu, vosku, otrocích a zčásti také v penězích. V dubnu se vracel do Kyjeva, kde již bylo připraveno loďstvo, které mělo odvést získané zboží do obchodních center byzantské říše. Důležitou zastávkou na této cestě byla Mesembria a především Konstantinopol, kde Rusové obchodovali na základě smluv uzavřených v roce 911 a 944. Volná tributární závislost východoslovanského obyvatelstva na Kyjevu byla v polovině 10. století vystřídána pevnějšími vazbami. Říše se začala dělit na pogosty, správní okrsky, které z knížecího centra spravoval místodržící, který také vybíral daně.

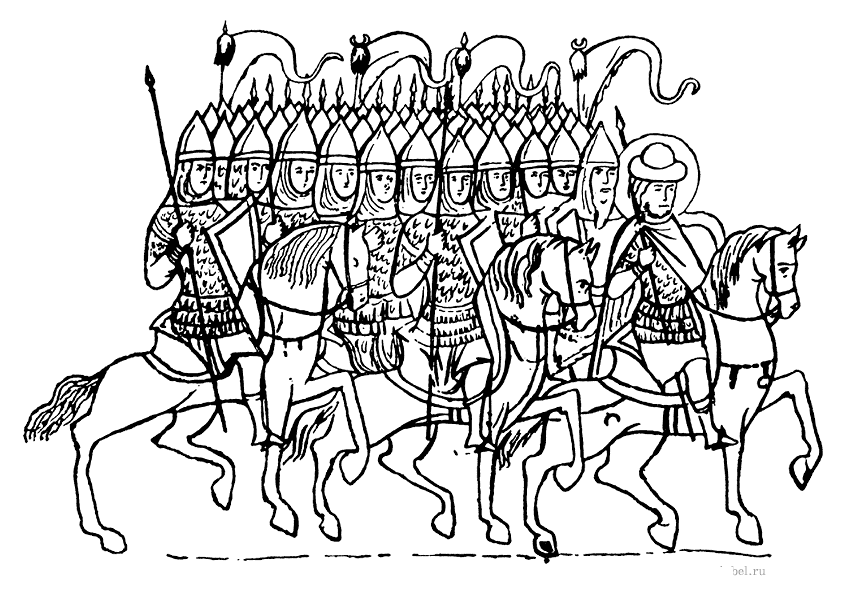
Družina

Oporou moci knížete byla jeho družina, zpočátku většinou složená z bojovníků skandinávského původu, později v ní převážilo místní obyvatelstvo, Slované, Baltové a Finové. Následně došlo k rozdělení na starší družinu, již tvořili bojaři (původně tento pojem označoval vznešené, bohaté muže), kteří zastávali důležité knížecí úřady a vojenské funkce a tvořili také poradní orgán knížete dumu. Vlastní vojenskou složku představovala mladší družina, jejíž příslušníci se nazývali děti bojarskije.
Ve 2. polovině 11. století ztratil obchod pro život na Kyjevské Rusi svůj původní význam a začal se vytvářet velký soukromý pozemkový majetek. Vládnoucí vrstva se rustikalizovala, bojaři se stali vysokou šlechtou a dary od knížete nebo přímým záborem postupně získali rozlehlé plochy půdy, na níž se usadili. Šlo o vlastnictví alodiálního typu, votčinu, jejíž držba nebyla podmíněna žádnými povinnostmi ani vojenskou službou. S prosazující se politickou rozdrobeností získali bojaři velkou ekonomickou moc a začali usilovat o větší politický vliv, případně emancipaci z knížecí nadvlády. To se podařilo v Novgorodě, kde uchopili vládu do svých rukou a sami rozhodovali o všech zásadních záležitostech, zatímco volený kníže se stal pouze reprezentativní osobou.
Většina rolníků na Kyjevské Rusi byla až do vpádu Tatarů svobodná. Šlo o tzv. smerdy, kteří obdělávali vlastní půdu a měli povinnosti pouze vůči knížeti, jemuž platili daně a podléhali jeho soudu. Tito státní rolníci byli označováni jako "černí". Kromě nich existovali cholopi, nesvobodná čeleď, jejíž postavení se blížilo otrokům, která musela vykonávat pro svého pána, knížete nebo šlechtice, různé práce v zemědělství i řemeslné výrobě. S růstem soukromého pozemkového majetku ve 14. a 15. století "černé" rolnictvo postupně ubývalo, neboť sedláci se dostávali do závislosti na majitelích pozemků.

## Zákonodárství

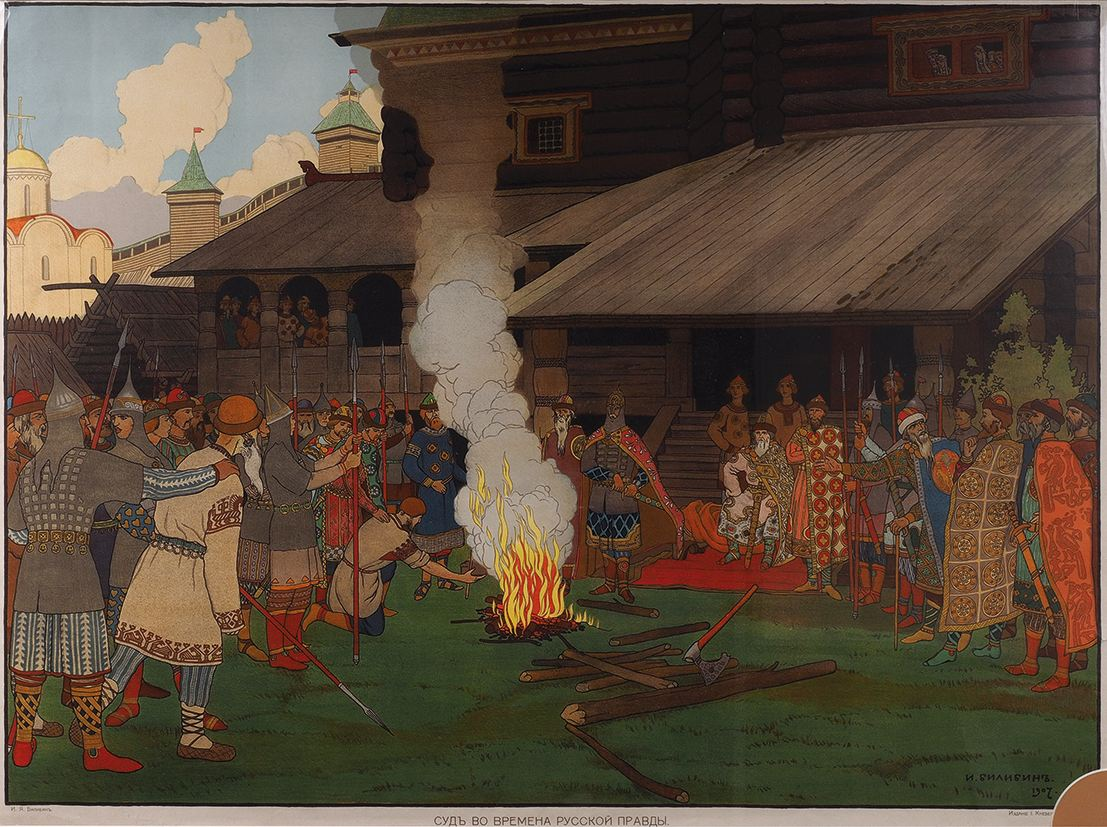
Fungování práva v Kyjevské Rusi, Ivan Bilibin

Nejvýznamnější sbírkou zákonů staré Rusi byla Ruská pravda, která byla sestavena počátkem 12. století za vlády Vladimíra II. Monomacha a jeho syna Mstislava na základě přepracování a doplnění souboru starších zákonů.

## Literární památky Kyjevské Rusi

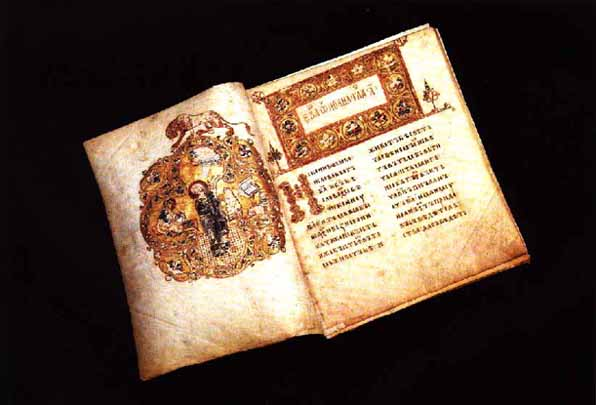
Ostromirovo evangelium, nejstarší datovaný dochovaný ruský rukopis z let 1056 až 1057 – opis bulharské předlohy

Počátky ruského písemnictví jsou spojeny s přijetím křesťanství. Na Rus začali brzy přicházet bulharští duchovní, jejichž církevněslovanskému jazyku zdejší obyvatelé dobře rozuměli. Tak mohli tito misionáři seznámit zdejší prostředí nejen s vlastní církevněslovanskou literaturou, ale v důsledku rozvinuté překladatelské činnosti také s byzantskou literární tvorbou. S literaturou pronikla na Rus písma, určená pro záznam slovanského jazyka, hlaholice a kyrilice. Zpočátku byla používána obě slovanská písma, později převážila jednodušší kyrilice. V Kyjevě se postupně zformovala vlastní ruská překladatelská škola, jejímž centrem se stal Pečerský klášter. Opisovány a překládány byly v první řadě biblické a bohoslužebné texty, dále kázání, životopisy svatých nebo teologické traktáty. Z literatury světského charakteru byly nejvíce oblíbené práce ze světových dějin, tzv. světové kroniky, případně byzantské romány. Překládání a opisování prací, které byly na Rus přineseny a které zde pravděpodobně dosáhlo velkého rozsahu, inspirovalo k vlastní literární tvorbě, a to především historického zaměření. Byly to zejména světové kroniky, které přímo nabízely, aby do nich bylo doplňováno to, co se událo na Rusi, nebo v nich bylo pokračováno. Brzy, ještě před polovinou 11. století, se objevily první samostatné historické práce – letopisy, které představovaly osobitý ruský literární žánr a dosáhly vysoké úrovně.
Ve 2. polovině 11. a na počátku 12. století vznikly nejstarší legendy o životě prvních ruských světců, kteří začali být uctíváni kolem poloviny 11. století. Šlo především o Borise a Gleba, jejichž mučednická smrt si vyžadovala sepsání žitije – legendy, k čemuž většinou docházelo ještě před oficiální kanonizací. Jedna z nejznámějších legend, Čtenije o žitiji i o pogubljenii Borisa i Gleba, pochází z pera mnicha Nestora, údajného autora původní verze nejstaršího dochovaného letopisu Povesti vremennych let. Druhou legendu Žitije Feodosija Pečerskogo Nestor věnoval život a dílu zakladatele ruského mnišství, ctihodnému Feodosiji Pečerskému, jenž byl představeným Pečerského kláštera, kde autor sám působil. Obě legendy byly sestaveny podle pravidel byzantské hagiografie.
Dalším hojně pěstovaným žánrem duchovní literatury byla církevní kázání. Výjimečným literárním dílkem tohoto druhu je Slovo o zakoně i blagodati metropolity Hilariona, které vzniklo ještě před jeho nastoupením do metropolitního úřadu roku 1051. Slavnostní kázání, zpracované ve stylu byzantské slavnostní rétoriky, má nejen duchovní,
ale také politický obsah. Autor se v něm snaží vyložit, jaké místo zaujímá Rus v procesu šíření křesťanství a velebí sv. Vladimíra za pokřtění Rusi i jeho syna Jaroslava Moudrého, který dokončil otcovo dílo.
Koncem 11. století sepsal neznámý autor, snad jakýsi mnich Pečerského kláštera jménem Jakub Pamjať i pochvala kňjazju russkomu Vladimiru která kromě Pochvaly Vladimírovi a Žitije obsahuje ještě Pochvalu Olge, která byla napsána jiným autorem. Jde o panegyrik, jehož cílem bylo upozornit na Vladimírovy zásluhy o christianizaci Rusi a oslavit ho jako prvního křesťanského knížete.
V knížecí rodině se velmi dbalo na vzdělání potomků, a to i dcer. Kyjevský kníže Vsevolod I. Jaroslavič prý znal pět jazyků, připomíná to i jeho syn Vladimír II. Monomach, který se sám stal spisovatelem. Z jeho pera pochází tři drobná literární díla, politická a duchovní závěť Poučenije Vladimira Monomacha, jehož součástí je autorova autobiografie, a list politickému protivníkovi, bratranci Olegovi Svjatoslaviči, v němž ho nabádá, aby zanechali nesvárů a nezahubili ruskou zemi.

## Hmotné památky Kyjevské Rusi

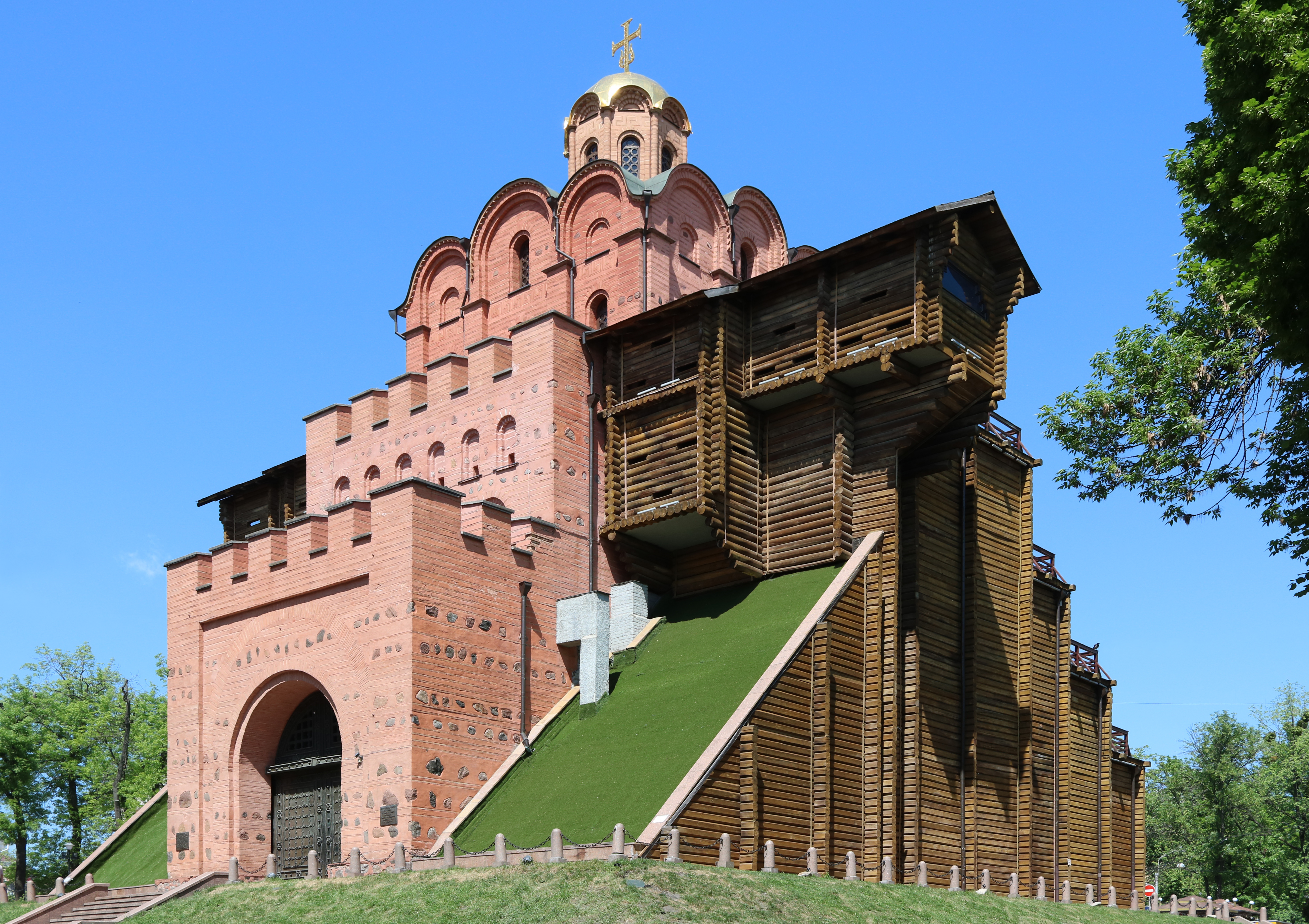
Zlatá brána v Kyjevě, rekonstrukce z roku 1982

Z architektonických památek Kyjevské Rusi se v původní podobě nedochovalo mnoho. Dřevěné stavby zanikly, kamenné objekty byly často mnohokrát přestavovány, mnoho bylo zničeno v době mongolské expanze.

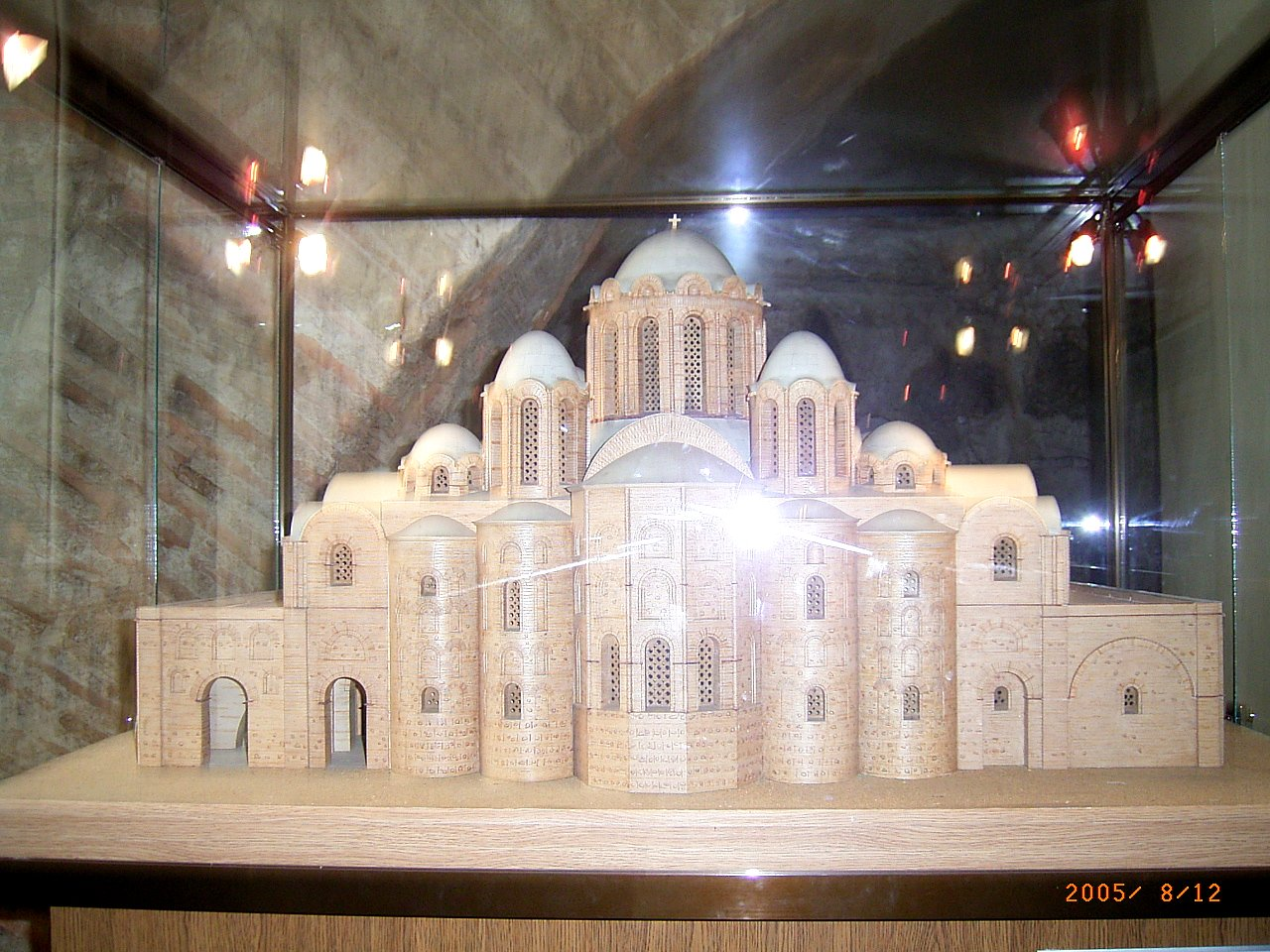
Model původní podoby kyjevského katedrálního chrámu sv. Sofie

Již v 10. století stál v Kyjevě dřevěný křesťanský chrám zasvěcený sv. Eliášovi. Po svém křtu nechal Vladimír I. postavit v Kyjevě na Andrejevské hoře výstavný kamenný Zesnutí sv. Bohodorodičky (Uspenskij sobor) který byl součástí knížecí rezidence. Letopisec o tom vypráví k roku 991: 
| „ | „A potom byl Vladimír živ podle zákona křesťanského. Umínil si vystavět chrám přesvaté Boží rodičky a poslal pro mistry z Řecka.“ O pět let později byla stavba dokončena: „Vladimír, vida chrám dokonaný, vešel do něho a pomodlil se k Bohu … A když se pomodlil, řekl takto: ´Aj, daruji chrámu tomuto svaté Boží Rodičky ze jmění mého i z měst mých desátou část.´A napsav přísahu, položilo ji v tom chrámě řka: ´Jestliže to někdo poruší, ať je proklet.´" | “ |

Odtud pochází běžně známé pojmenování chrámu Desátkový. Řečtí stavitelé se podíleli na nejen na výstavbě tohoto svatostánku, ale také kamenného knížecího paláce, který stál rovněž na Andrejevské hoře. V Desátkovém chrámu hledali po dobytí Kyjeva Mongoly roku 1240 azyl obyvatelé města. Pod nečekaným náporem příchozích se již dříve narušená část stavby zhroutila a poté byla zapálena pohanskými dobyvateli. Tak došlo k jejímu úplnému zničení.

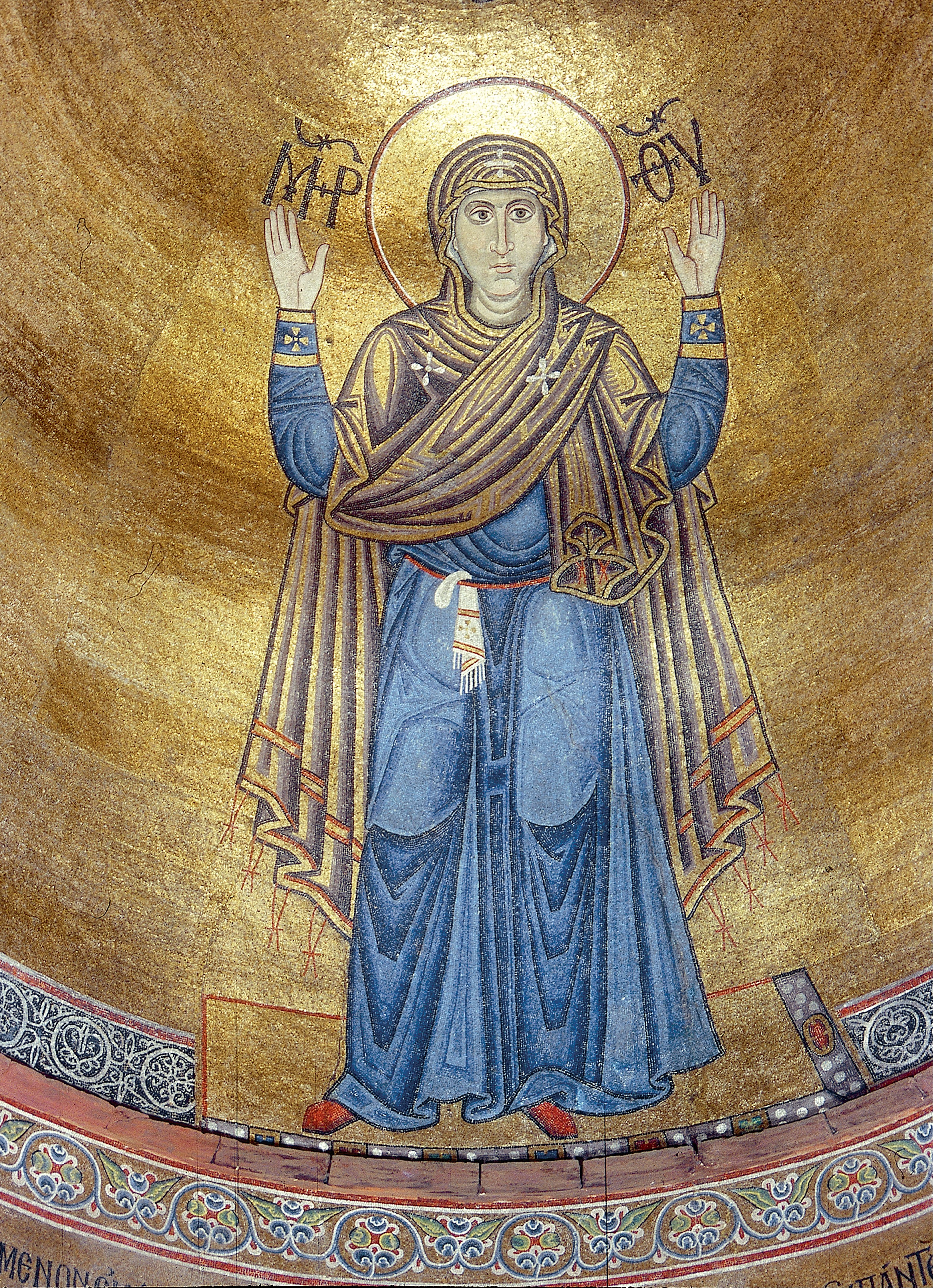
Matka Boží jako Oranta, původní mozaika z chrámu sv. Sofie v Kyjevě

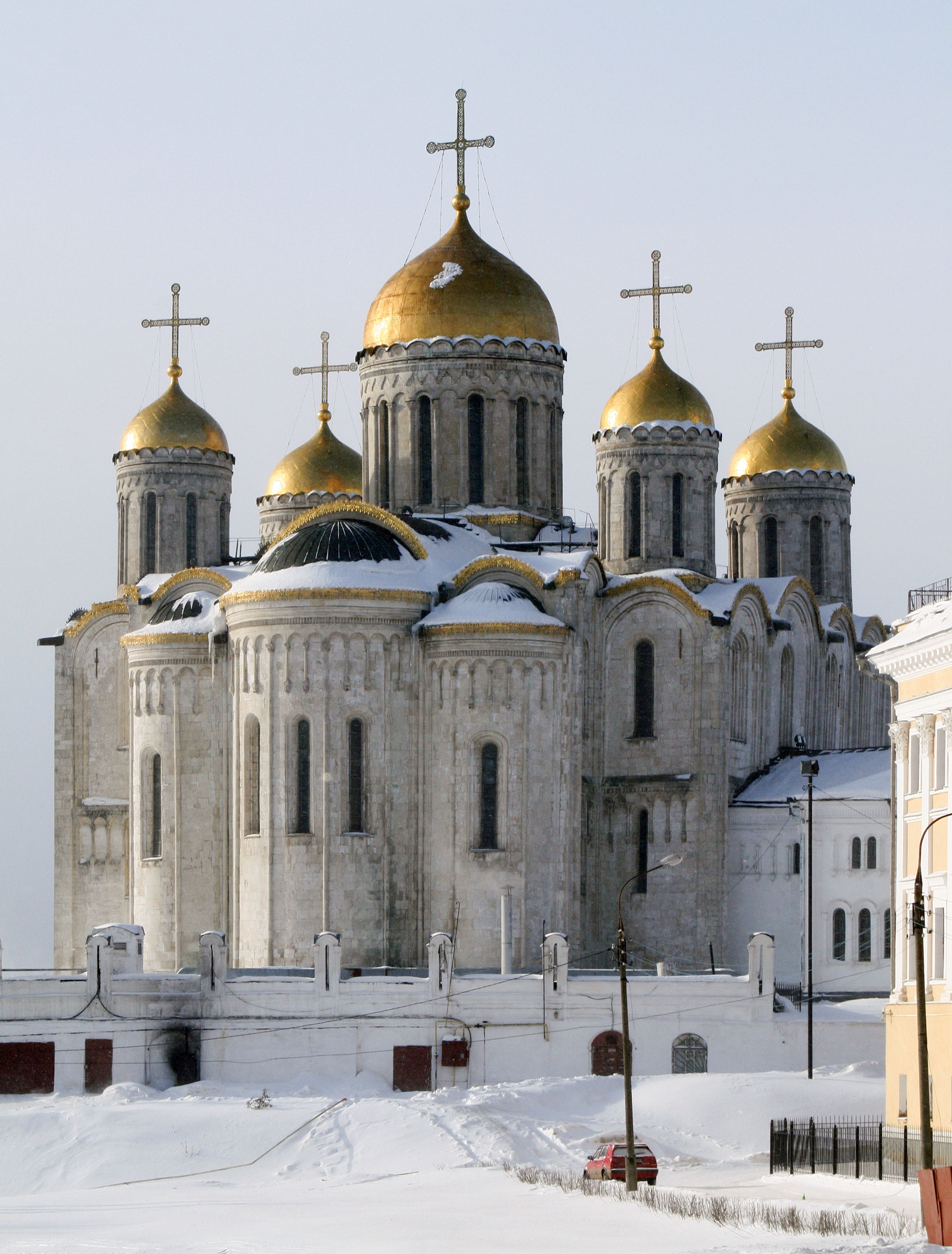
Chrám Zesnutí přesvaté Bohorodice z 12. století ve Vladimiru

Již počátkem 10. století stál v Kyjevě pravděpodobně také metropolitní chrám sv. Sofie, i když zatím pouze dřevěný, jak dosvědčuje východofranský kronikář Thietmar Merseburský. Jeho kamennou verzi nechal postavit, a to rovněž řeckými staviteli po roce 1037 kyjevský kníže Jaroslav I. Moudrý. Původní podoba sv. Sofie v Kyjevě byla typická pro chrámy, které se v byzantské říši začaly stavět ve 2. polovině 9. století, po překonání ikonoklastických sporů a představovala jistý protějšek k chrámu Hagia Sofia v Konstantinopoli. Šlo o stavbu na centrálním půdorysu s vepsaným křížem. Chrám byl však později několikrát přebudován a jeho exteriér se proměnil. Originální však zůstala fresková a mozaiková výzdoba interiéru, jíž vévodí Kristus Pantokrator v kopuli a sv. Bohorodička jako Oranta v absidě.
Za vlády Jaroslava Moudrého bylo hlavní město obklopeno mohutnými hliněnými valy v délce 3,5 km. Dovnitř se vcházelo třemi vstupy, z nichž nejproslulejší byla Zlatá brána, kterou nechal kníže vystavět zřejmě roku 1037. Stavba, jejímž předobrazem byla stejnojmenná brána v rezidenčním městě byzantské říše Konstantinopoli, představovala kombinaci mohutné obranné věže a chrámu Zvěstování (Blagoveščenskij sobor). Vzbuzovala obdiv domácích obyvatel i úžas dobyvatelů. Také tento div obranné architektury byl poškozen roku 1240 během vpádu Bátúových Mongolů. Brána se začala rozpadat, přesto sloužila dále jako hlavní, slavnostní vjezd do Kyjeva. Když zde v roce 1648 vítali Bohdana Chmelnického, bojujícího za osvobození Ukrajiny z polské nadvlády, byla již napolo ruinou. Proto byly o století později její pozůstatky zasypány zemí, na níž byla vystavěna nová Zlatá brána. Roku 1832 byly zahájeny archeologické vykopávky, které vynesly zbytky brány znovu na světlo. Roku 1982 byla provedena replika stavby (nedochovaly se ani zobrazení ani plány původního objektu).
Kyjevský chrám sv. Sofie se stal předobrazem k výstavbě a výzdobě mnoha dalších ruských kostelů. Inspiraci zde našli stavitelé chrámu sv. Sofie v Novgorodě, která byla zachována v relativně původní podobě z poloviny 11. století. Stavební rozmach zažil v 1. polovině 11. století také starobylý Černigov, dočasné sídlo jednoho z ruských knížat, Jaroslavova bratra Mstislava Tmutarakaňského, který zde nechal postavit biskupskou katedrálu, zasvěcenou proměně Spasitele (Spasso-Preobraženskij sobor).
Umění stavět kamenné kostely, které na Rus přinesli stavitelé z byzantské říše, se v domácím ruském prostředí propojilo s tradiční dřevěnou architekturou. Vznikající stavby byly často jednodušší, menší a především méně nákladné, a to především v době územního tříštění Kyjevské Rusi, když se začala rodit nová politická centra, která chtěli jejich vládci povznést reprezentativní výstavbou.

#### Prameny
- Povest vremennych let  ; česky: Nestorův letopis ruský, ed. Erben, K.J. Praha 1940
- Novgorodskaja pervaja letopis staršego i mladšeho izvodov, ed. Nasonov, A.N., Moskva – Leningrad 1950
- Pamjať i pochvala kňazju russkomu Vladimiru ; česky in: Lášek, J.B., Počátky křesťanství u východních Slovanů, Praha 1997
- Slovo o zakoně i blagodati mitropolita kijevskogo Ilariona
- Skazanije o Borise i Glebe
- Žitije Feodosija Pečerskogo
- Poučenije Vladimira Monomacha ; česky in: Nestorův letopis ruský, ed. Erben, K.J. Praha 1940